# Mariä Himmelfahrt (Ullstadt)

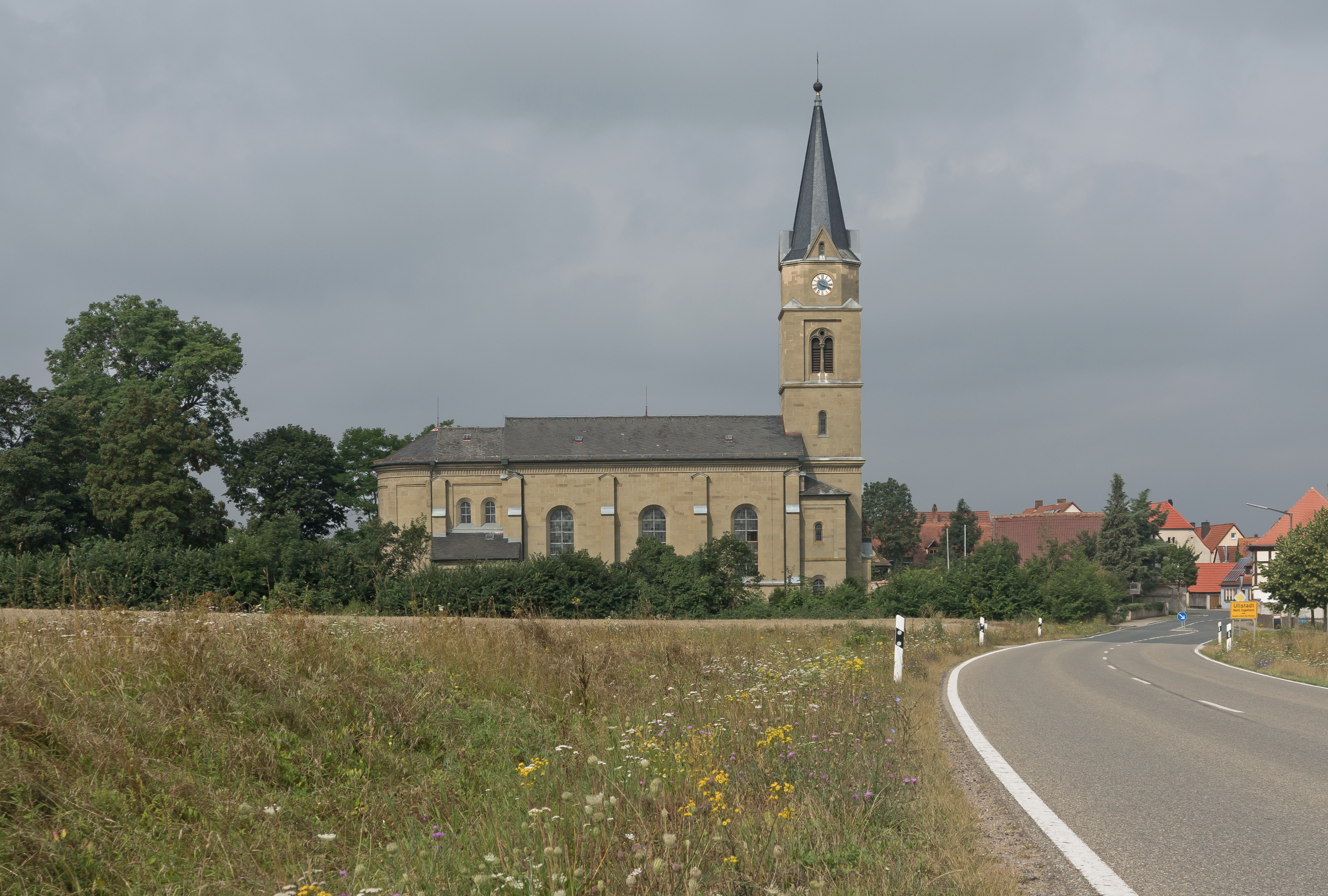
Pfarrkirche Mariä Himmelfahrt

Mariä Himmelfahrt ist eine römisch-katholische Kirche in Ullstadt (Erzbistum Bamberg). Benannt wurde die Kirche nach Mariä Aufnahme in den Himmel, das als Hochfest am 15. August gefeiert wird.
Ursprünglich unterstand Ullstadt den Herren von Seckendorff und war mit deren Übertritt zur Lehre Martin Luthers im Jahr 1522 evangelisch. 1662 ging das Patronat an die katholischen Herren von Frankenstein über, die das Rittergut Ullstadt samt Besitzungen erworben hatten. Diese nutzten für den katholischen Gottesdienst die 1606 errichtete Friedhofskapelle Heilig-Kreuz. 1731 wurde die Kapelle erweitert und erhielt einen neuen Altar, neue Stühle und eine Orgel. 1808 wurde ein Turm angebaut. 1876 wurde schließlich die zu klein gewordene Kapelle abgerissen und an ihrer Stelle die Kirche Mariä Himmelfahrt errichtet, die am 24. Juni 1877 unter Pfarrer Johann Braun durch Friedrich von Schreiber, dem Erzbischof von Bamberg, geweiht wurde. Stifter waren Georg von Frankenstein und seine Frau Maria, geborene Prinzessin Oettingen-Wallerstein. Der Baumeister war Albert aus Markt Bibart.
Ursprünglich gehörte Ullstadt zum Bistum Würzburg. 1767 wurde es zur Pfarrei erhoben. 1802 erfolgte die Angliederung an das Erzbistum Bamberg.
Die heutige Pfarrei Ullstadt umfasst die katholischen Bewohner der Orte Langenfeld, Hohenholz, Baudenbach, Höfen, Hambühl, Ober- und Unterlaimbach, Frankenfeld und Ullstadt. Bis 1999 hatte Ullstadt einen eigenen Pfarrer. Im selben Jahr wurde es der Pfarrei St. Marien (Markt Bibart) angegliedert. Die Pfarrei Ullstadt zählt ca. 547 Gemeindeglieder und gehört seit 2012 zum Seelsorgebereich Südlicher Steigerwald.